# Amos Mosaner
Amos Mosaner (Trento, 12 marzo 1995) è un giocatore di curling italiano.

## Carriera
Originario di Cembra, prima di passare al curling ha praticato il ciclismo su strada. Ha fatto parte della spedizione italiana ai Giochi olimpici giovanili di Innsbruck 2012, dove ha vinto la medaglia d'argento nella prova a squadre mista e si è classificato diciassettesimo nel doppio misto con Irena Brettbacher. 
Ha rappresentato l'Italia ai Giochi olimpici invernali di Pyeongchang 2018, classificandosi nono nella prova a squadre maschile.
Ai giochi olimpici di Pechino 2022 ha vinto la prima medaglia della storia dell'Italia nel curling: l'oro nel doppio misto, in coppia con Stefania Constantini, dopo avere vinto tutti gli incontri del torneo. Successivamente prende parte alla prova a squadre, classificandosi nono come nella precedente edizione. Ai mondiali di Las Vegas conquista con la squadra il terzo posto, ma per un infortunio deve rinunciare al doppio misto, dove è sostituito da Sebastiano Arman.
Il 25 novembre conquista la medaglia di bronzo ai campionati europei, disputati ad Östersund, con la squadra maschile formata da Joel Retornaz, Sebastiano Arman, Mattia Giovanella e Mosaner stesso.
Nel 2023 vince, sempre con il team Retornaz, il primo Grande Slam di curling per una squadra italiana, il Masters. L'anno successivo si ripete conquistando i primi tre Slam della stagione (Tour Challenge, National, Masters) oltre al primo posto del ranking mondiale. 
Nel 2025 torna, in occasione dei mondiali di doppio misto, a fare coppia con Stefania Constantini per la prima volta dai vittoriosi Giochi Olimpici, ottenendo la medaglia d'oro (la prima della storia del curling italiano nelle rassegne mondiali) e vincendo tutti gli undici incontri disputati.

## Palmarès

### Giochi olimpici
- Oro a Pechino 2022

### Mondiali
- Bronzo a Las Vegas 2022
- Bronzo a Schaffhausen 2024

### Mondiali di doppio misto
- Oro a Fredericton 2025

### Europei
- Bronzo a Tallinn 2018
- Bronzo a Lillehammer 2021
- Bronzo a Östersund 2022

### Giochi olimpici giovanili
- Argento a Innsbruck 2012

### Europei juniores
- Oro a Copenaghen 2012
- Oro a Praga 2013

## Record nel Grande Slam
| Evento         | 2021–22 | 2022–23 | 2023–24 | 2024–25 |
| -------------- | ------- | ------- | ------- | ------- |
| Tour Challenge | N/A     | QF      | V       | Q       |
| The National   | DNP     | Q       | V       | QF      |
| Masters        | DNP     | V       | V       | Q       |
| Canadian Open  | N/A     | SF      | QF      | SF      |
| Players'       | Q       | SF      | F       | Q       |
| Champions Cup  | DNP     | Q       | N/A     | N/A     |